# Pakho-Maulwurf
Der Pakho-Maulwurf (Euroscaptor parvidens) ist eine Säugetierart aus der Gattung der Südostasiatischen Maulwürfe innerhalb der Maulwürfe (Talpidae). Er kommt verstreut über einzelne Fundpunkte im südlichen Teil von Vietnam vor, möglicherweise ist er auch im Norden des Landes und im Süden Chinas anwesend. Die Tiere bewohnen zumeist bergige Lagen. Über ihre Lebensweise liegen ansonsten kaum Informationen vor. Äußerlich ähneln sie anderen Vertretern der Gattung, die durch einen walzenförmigen Körper mit kurzem Hals und breite, grabschaufelartige Vorderfüße gekennzeichnet sind. Auffallend beim Pakho-Maulwurf sind vor allem der kurze Schwanz und die geringe Größe der Backenzähne. Die Art wurde im Jahr 1940 eingeführt. Die Gefährdung der Bestände ist unbekannt.

## Merkmale

### Habitus
Der Pakho-Maulwurf erreicht eine Kopf-Rumpf-Länge von 13,5 bis 15,0 cm und eine Schwanzlänge von 0,5 bis 1,1 cm. Der Schwanz entspricht etwa 5,6 bis 6,1 % der Länge des restlichen Körpers. Er ist buckelförmig und mit gut 1 cm langen Haaren bedeckt, der Großteil bleibt unter dem Fell verborgen. Das Gewicht variiert von 37,3 bis 71,7 g. Die Art ähnelt in ihrem Erscheinungsbild anderen Vertretern der Südostasiatischen Maulwürfe. Der Körper ist walzenförmig gestreckt, der Hals kurz und die Vordergliedmaßen entsprechen Grabschaufeln. Sie besitzt ein dunkel-schwarzbraunes Fell, vergleichbar dem Kloss-Maulwurf (Euroscaptor klossi) und dem Himalaya-Maulwurf (Euroscaptor micrurus), im Unterschied zu diesen ist der Kopf beim Pakho-Maulwurf jedoch schmaler. Die Hinterfußlänge beträgt 1,8 cm, die Vordefußlänge 1,9 cm.

### Schädel- und Gebissmerkmale
Der Schädel wird 31,5 bis 34,7 mm lang und am Hirnschädel 13,7 bis 15,3 mm breit. Er weist ein sehr langes Rostrum auf, das auf Höhe der Molaren 6,9 bis 7,8 mm, auf Höhe der Eckzähne 4,1 bis 4,9 mm breit ist. Vergleichbar zum Vietnamesischen Maulwurf (Euroscaptor subanura) sind die Paukenblasen aufgewölbt, was wiederum vom Orlov-Maulwurf (Euroscaptor orlovi) und vom Kuznetsov-Maulwurf (Euroscaptor kuznetsovi) abweicht. Der Unterkiefer misst zwischen 19,6 und 22,6 mm in der Länge. Der Kronenfortsatz ist kurz und breit, der Winkelfortsatz gut entwickelt. Das Gebiss besteht aus 44 Zähnen und weist folgende Zahnformel auf: {\displaystyle {\frac {3.1.4.3}{3.1.4.3}}}. Es zeichnet sich die sehr kleine Mahlzähne aus. Der obere erste und dritte Prämolar sind etwa gleich groß und mit jeweils zwei Wurzeln ausgestattet. Der obere zweite Prämolar ist kleiner und verfügt nur über eine Wurzel. Die Länge der oberen Zahnreihe liegt bei 11,4 bis 13,1 mm, die der unteren bei 10,4 bis 12,4 mm.

## Verbreitung und Lebensraum

Verbreitungsgebiet des Pakho-Maulwurfs

Über das Verbreitungsgebiet des Pakho-Maulwurfs liegen nur wenige Informationen vor. Als Hauptvorkommen wird das südliche Vietnam angegeben mit dem Dalat-Plateau in der Provinz Lâm Đồng als Schwerpunkt. Weitere Nachweise stammen aus den Provinzen Đắk Lắk, Đắk Nông und Khánh Hòa, bei letzterer unter anderem aus der Umgebung von Nha Trang. Des Weiteren wurde die Art auch aus Pakho (Rakho) in der Provinz Bắc Kạn im Norden des Landes sowie aus der Provinz Yunnan in China berichtet. Es ist allerdings momentan unklar, ob diese Bestände tatsächlich zum Pakho-Maulwurf gehören. Im Jahr 2016 wurden Populationen von Maulwürfen aus der Region um den Berg Ngoc Linh in den zentralvietnamesischen Provinzen Quảng Nam und Kon Tum ebenfalls zum Pakho-Maulwurf verwiesen, sie gehören aber seit dem Jahr 2020 zur eigenständigen Art Euroscaptor ngoclinhensis. Der Pakho-Maulwurf lebt wahrscheinlich im Hochland in Waldgebieten, der Holotyp wurde in 800 m Höhe nahe einem Fluss gefunden. Für das südliche Vietnam wird eine Höhenverbreitung von 378 bis 1400 m angegeben.

## Lebensweise
Über die Lebensweise des Pakho-Maulwurfs liegen fast keine Informationen vor. Einzig seine unterirdische Aktivität ist bekannt, was auch mit anderen Vertretern der Südostasiatischen Maulwürfe übereinstimmt.

## Systematik
Der Pakho-Maulwurf ist eine von zehn Arten innerhalb der Gattung der Südostasiatischen Maulwürfe (Euroscaptor) und der Familie der Maulwürfe (Talpidae). Innerhalb der Maulwürfe gehören die Südostasiatischen Maulwürfe zusammen mit einigen anderen, weitgehend eurasisch verbreiteten Artengruppen zur Tribus der Eigentlichen Maulwürfe (Talpini). Die Eigentlichen Maulwürfe schließen wiederum die zumeist grabenden Vertreter der Maulwürfe ein. Andere Mitglieder der Familie leben dagegen nur teilweise unterirdisch, bewegen sich oberirdisch fort oder sind an eine semi-aquatische Lebensweise angepasst. Die Südostasiatischen Maulwürfe können gemäß molekulargenetischen Untersuchungen in zwei Verwandtschaftsgruppen unterteilt werden, die westliche longirostris-Gruppe um den Langnasen-Maulwurf (Euroscaptor longirostris) und die östliche parvidens-Gruppe um den Pakho-Maulwurf. Zur näheren Verwandtschaft des Pakho-Maulwurfs gehören damit der Vietnamesische Maulwurf (Euroscaptor subanura) und Euroscaptor ngoclinhensis. Die Trennung zwischen den beiden großen Linien der Südostasiatischen Maulwürfe fand im Verlauf des Oberen Miozäns vor gut 10 bis 7 Millionen Jahren statt.
Die wissenschaftliche Erstbeschreibung des Pakho-Maulwurfs erfolgte im Jahr 1940 durch Gerrit S. Miller unter der Bezeichnung Talpa parvidens. Der Holotyp umfasst ein ausgewachsenes männliches Tier (von Miller irrtümlich als weiblich ausgewiesen) aus der Nähe eines kleinen Flusses bei Di Linh in der südvietnamesischen Provinz Lâm Đồng. Das Individuum wurde von E. Poilane 1933 aufgesammelt, dabei notierte Poilane auch, dass er ähnliche Tiere bei Pakho im Norden des Landes gesichtet hätte. Das Artepitheton parvidens ist lateinischen Ursprungs und setzt sich aus den Wörtern parvus („klein“) sowie dens („Zahn“) zusammen. Es bezieht sich auf die kleinen Mahlzähne als herausragendes Merkmal des Pakho-Maulwurfs. Noch im gleichen Jahr verwies Miller die Art in die von ihm neu kreierte Gattung Euroscaptor. Infolge einer Synonymisierung mit den Eurasischen Maulwürfen (Talpa) durch Ernst Schwarz im Jahr 1948 setzte sich der Gattungsname aber erst in den 1980er Jahren durch. Teilweise wurde der Pakho-Maulwurf dem Himalaya-Maulwurf (Euroscaptor micrurus) als Unterart zugeordnet.
Molekulargenetische Studien zeigten innerhalb des Pakho-Maulwurfs zwei phylogenetisch eigenständige Linien. Daher wurde im Jahr 2016 von Jelena Dmitrijewna Semlemerowa und Kollegen zunächst neben der Nominatform E. p. parvidens eine zweite Unterart eingeführt und mit E. p ngoclinhensis bezeichnet. Erstere ist weitgehend im südlichen Vietnam verbreitet. Letztere kommt im zentralen Vietnam vor, ist kleiner und hat eine kürzere Zahnreihe, zudem besteht am ersten Prämolaren ein zusätzlicher kleiner Höcker (Metastyl). Im Jahr 2020 wies eine schädelanatomische Analyse die zweite Unterart mit Euroscaptor ngoclinhensis als eigenständige Art aus. Die Linien beider Arten sind möglicherweise schon seit dem Pliozän vor etwa 3,2 Millionen Jahren eigenständig. Problematisch ist die Zuordnung der Tiere des nördlichen Vietnams und des südlichen Chinas zum Pakho-Maulwurf. Für diese mahnte Boris Kryštufek im achten Band des Standardwerkes Handbook of the Mammals of the World aus dem Jahr 2018 eine Revision an.

## Bedrohung und Schutz
Da die Art nur von wenigen Fundorten bekannt ist und keine Angaben über die Bestände vorliegen, wird sie von der IUCN nicht in eine Gefährdungsklasse eingeordnet, sondern unter „ungenügende Datengrundlage“ (data deficient) gelistet. Bedrohungen für die Art sind nicht bekannt. Sollte sie abhängig von Wäldern sein, stellt die Rodung dieser und die Ausweitung landwirtschaftlicher Flächen, Plantagen und menschlicher Siedlungsgebiete eine Gefährdung dar. Der Pakho-Maulwurf kommt in mehreren Schutzgebieten vor, so im Nationalpark Chu Yang Sin und im Nationalpark Bidoup-Nui Ba, beide im Süden Vietnams.